# Johannes Zukertort
Johannes Hermann Zukertort (Lublin, 7 de setembro de 1842 – Londres, 20 de junho de 1888) foi um proeminente enxadrista de origem polaco-judaica.

## Juventude
Zukertort nasceu em Lublin, no Reino da Polônia. Seu pai foi um missionário protestante de origem judia. As missões cristãs entre a população judia na Polônia ocupada pela Rússia era considerada uma atividade ilegal. Assim, a família de Zukertort emigrou para a Prússia.  Em 1861, ele entrou para a Universidade de Breslau para estudar medicina, mas nunca se formou.

## Carreira enxadrística
Em Breslau ele conheceu o enxadrista Adolf Anderssen e estudou com ele, finalmente o derrotando em uma partida em 1871.  Em 1867 mudou-se para Berlim e em 1872 para Londres.  Neste ano, ele jogou contra Wilhelm Steinitz perdendo de 9-3.
Zukertort se distinguia dos demais enxadristas enquanto jogando xadrez às cegas.  Em 1876, ele jogou dezesseis jogos simultâneos, vencendo onze e perdendo apenas um.
Em 1878, ele venceu o torneio internacional de Paris e em 1883, o torneio internacional de Londres, derrotando quase todos os melhores jogadores do mundo, ficando  Steinitz em segundo.  Depois disso, Zukertort foi aclamado como o não-oficial campeão mundial de xadrez.
De 11 de Janeiro a 29 de Março de 1886 ele jogou o geralmente aclamado como o primeiro Campeonato Mundial oficial contra Steinitz, e perdendo de 12½-7½.  Os jogos foram realizados nos Estados Unidos da América, em Nova Iorque, St. Louis e Nova Orleans.  Após esta derrota, Zukertort teve problemas sérios de saúde não tendo a mesma competitividade nos últimos dois anos de sua vida.
Zukertort faleceu em 20 de Junho de 1888, em Londres vitima de uma hemorragia cerebral depois de uma partida no Simpson's Divan.

## Jogo Notável
- Jogo de Johannes Zukertort (em inglês) no ChessGames.com

Partida Zukertort - Blackburne, Londres 1883.
|   | a | b | c | d | e | f | g | h |   |
| 8 | c8 preto torre · g8 preto rei · a7 preto peão · b7 preto bispo · c7 preto torre · e7 preto rainha · h7 preto peão · b6 preto peão · e6 preto peão · f6 preto cavalo · g6 preto peão · d5 preto peão · d4 branco peão · f4 branco peão · b3 branco peão · d3 branco bispo · e3 branco torre · a2 branco peão · b2 branco bispo · d2 branco rainha · g2 branco peão · h2 branco peão · f1 branco torre · g1 branco rei | c8 preto torre · g8 preto rei · a7 preto peão · b7 preto bispo · c7 preto torre · e7 preto rainha · h7 preto peão · b6 preto peão · e6 preto peão · f6 preto cavalo · g6 preto peão · d5 preto peão · d4 branco peão · f4 branco peão · b3 branco peão · d3 branco bispo · e3 branco torre · a2 branco peão · b2 branco bispo · d2 branco rainha · g2 branco peão · h2 branco peão · f1 branco torre · g1 branco rei | c8 preto torre · g8 preto rei · a7 preto peão · b7 preto bispo · c7 preto torre · e7 preto rainha · h7 preto peão · b6 preto peão · e6 preto peão · f6 preto cavalo · g6 preto peão · d5 preto peão · d4 branco peão · f4 branco peão · b3 branco peão · d3 branco bispo · e3 branco torre · a2 branco peão · b2 branco bispo · d2 branco rainha · g2 branco peão · h2 branco peão · f1 branco torre · g1 branco rei | c8 preto torre · g8 preto rei · a7 preto peão · b7 preto bispo · c7 preto torre · e7 preto rainha · h7 preto peão · b6 preto peão · e6 preto peão · f6 preto cavalo · g6 preto peão · d5 preto peão · d4 branco peão · f4 branco peão · b3 branco peão · d3 branco bispo · e3 branco torre · a2 branco peão · b2 branco bispo · d2 branco rainha · g2 branco peão · h2 branco peão · f1 branco torre · g1 branco rei | c8 preto torre · g8 preto rei · a7 preto peão · b7 preto bispo · c7 preto torre · e7 preto rainha · h7 preto peão · b6 preto peão · e6 preto peão · f6 preto cavalo · g6 preto peão · d5 preto peão · d4 branco peão · f4 branco peão · b3 branco peão · d3 branco bispo · e3 branco torre · a2 branco peão · b2 branco bispo · d2 branco rainha · g2 branco peão · h2 branco peão · f1 branco torre · g1 branco rei | c8 preto torre · g8 preto rei · a7 preto peão · b7 preto bispo · c7 preto torre · e7 preto rainha · h7 preto peão · b6 preto peão · e6 preto peão · f6 preto cavalo · g6 preto peão · d5 preto peão · d4 branco peão · f4 branco peão · b3 branco peão · d3 branco bispo · e3 branco torre · a2 branco peão · b2 branco bispo · d2 branco rainha · g2 branco peão · h2 branco peão · f1 branco torre · g1 branco rei | c8 preto torre · g8 preto rei · a7 preto peão · b7 preto bispo · c7 preto torre · e7 preto rainha · h7 preto peão · b6 preto peão · e6 preto peão · f6 preto cavalo · g6 preto peão · d5 preto peão · d4 branco peão · f4 branco peão · b3 branco peão · d3 branco bispo · e3 branco torre · a2 branco peão · b2 branco bispo · d2 branco rainha · g2 branco peão · h2 branco peão · f1 branco torre · g1 branco rei | c8 preto torre · g8 preto rei · a7 preto peão · b7 preto bispo · c7 preto torre · e7 preto rainha · h7 preto peão · b6 preto peão · e6 preto peão · f6 preto cavalo · g6 preto peão · d5 preto peão · d4 branco peão · f4 branco peão · b3 branco peão · d3 branco bispo · e3 branco torre · a2 branco peão · b2 branco bispo · d2 branco rainha · g2 branco peão · h2 branco peão · f1 branco torre · g1 branco rei | 8 |
| 7 | c8 preto torre · g8 preto rei · a7 preto peão · b7 preto bispo · c7 preto torre · e7 preto rainha · h7 preto peão · b6 preto peão · e6 preto peão · f6 preto cavalo · g6 preto peão · d5 preto peão · d4 branco peão · f4 branco peão · b3 branco peão · d3 branco bispo · e3 branco torre · a2 branco peão · b2 branco bispo · d2 branco rainha · g2 branco peão · h2 branco peão · f1 branco torre · g1 branco rei | c8 preto torre · g8 preto rei · a7 preto peão · b7 preto bispo · c7 preto torre · e7 preto rainha · h7 preto peão · b6 preto peão · e6 preto peão · f6 preto cavalo · g6 preto peão · d5 preto peão · d4 branco peão · f4 branco peão · b3 branco peão · d3 branco bispo · e3 branco torre · a2 branco peão · b2 branco bispo · d2 branco rainha · g2 branco peão · h2 branco peão · f1 branco torre · g1 branco rei | c8 preto torre · g8 preto rei · a7 preto peão · b7 preto bispo · c7 preto torre · e7 preto rainha · h7 preto peão · b6 preto peão · e6 preto peão · f6 preto cavalo · g6 preto peão · d5 preto peão · d4 branco peão · f4 branco peão · b3 branco peão · d3 branco bispo · e3 branco torre · a2 branco peão · b2 branco bispo · d2 branco rainha · g2 branco peão · h2 branco peão · f1 branco torre · g1 branco rei | c8 preto torre · g8 preto rei · a7 preto peão · b7 preto bispo · c7 preto torre · e7 preto rainha · h7 preto peão · b6 preto peão · e6 preto peão · f6 preto cavalo · g6 preto peão · d5 preto peão · d4 branco peão · f4 branco peão · b3 branco peão · d3 branco bispo · e3 branco torre · a2 branco peão · b2 branco bispo · d2 branco rainha · g2 branco peão · h2 branco peão · f1 branco torre · g1 branco rei | c8 preto torre · g8 preto rei · a7 preto peão · b7 preto bispo · c7 preto torre · e7 preto rainha · h7 preto peão · b6 preto peão · e6 preto peão · f6 preto cavalo · g6 preto peão · d5 preto peão · d4 branco peão · f4 branco peão · b3 branco peão · d3 branco bispo · e3 branco torre · a2 branco peão · b2 branco bispo · d2 branco rainha · g2 branco peão · h2 branco peão · f1 branco torre · g1 branco rei | c8 preto torre · g8 preto rei · a7 preto peão · b7 preto bispo · c7 preto torre · e7 preto rainha · h7 preto peão · b6 preto peão · e6 preto peão · f6 preto cavalo · g6 preto peão · d5 preto peão · d4 branco peão · f4 branco peão · b3 branco peão · d3 branco bispo · e3 branco torre · a2 branco peão · b2 branco bispo · d2 branco rainha · g2 branco peão · h2 branco peão · f1 branco torre · g1 branco rei | c8 preto torre · g8 preto rei · a7 preto peão · b7 preto bispo · c7 preto torre · e7 preto rainha · h7 preto peão · b6 preto peão · e6 preto peão · f6 preto cavalo · g6 preto peão · d5 preto peão · d4 branco peão · f4 branco peão · b3 branco peão · d3 branco bispo · e3 branco torre · a2 branco peão · b2 branco bispo · d2 branco rainha · g2 branco peão · h2 branco peão · f1 branco torre · g1 branco rei | c8 preto torre · g8 preto rei · a7 preto peão · b7 preto bispo · c7 preto torre · e7 preto rainha · h7 preto peão · b6 preto peão · e6 preto peão · f6 preto cavalo · g6 preto peão · d5 preto peão · d4 branco peão · f4 branco peão · b3 branco peão · d3 branco bispo · e3 branco torre · a2 branco peão · b2 branco bispo · d2 branco rainha · g2 branco peão · h2 branco peão · f1 branco torre · g1 branco rei | 7 |
| 6 | c8 preto torre · g8 preto rei · a7 preto peão · b7 preto bispo · c7 preto torre · e7 preto rainha · h7 preto peão · b6 preto peão · e6 preto peão · f6 preto cavalo · g6 preto peão · d5 preto peão · d4 branco peão · f4 branco peão · b3 branco peão · d3 branco bispo · e3 branco torre · a2 branco peão · b2 branco bispo · d2 branco rainha · g2 branco peão · h2 branco peão · f1 branco torre · g1 branco rei | c8 preto torre · g8 preto rei · a7 preto peão · b7 preto bispo · c7 preto torre · e7 preto rainha · h7 preto peão · b6 preto peão · e6 preto peão · f6 preto cavalo · g6 preto peão · d5 preto peão · d4 branco peão · f4 branco peão · b3 branco peão · d3 branco bispo · e3 branco torre · a2 branco peão · b2 branco bispo · d2 branco rainha · g2 branco peão · h2 branco peão · f1 branco torre · g1 branco rei | c8 preto torre · g8 preto rei · a7 preto peão · b7 preto bispo · c7 preto torre · e7 preto rainha · h7 preto peão · b6 preto peão · e6 preto peão · f6 preto cavalo · g6 preto peão · d5 preto peão · d4 branco peão · f4 branco peão · b3 branco peão · d3 branco bispo · e3 branco torre · a2 branco peão · b2 branco bispo · d2 branco rainha · g2 branco peão · h2 branco peão · f1 branco torre · g1 branco rei | c8 preto torre · g8 preto rei · a7 preto peão · b7 preto bispo · c7 preto torre · e7 preto rainha · h7 preto peão · b6 preto peão · e6 preto peão · f6 preto cavalo · g6 preto peão · d5 preto peão · d4 branco peão · f4 branco peão · b3 branco peão · d3 branco bispo · e3 branco torre · a2 branco peão · b2 branco bispo · d2 branco rainha · g2 branco peão · h2 branco peão · f1 branco torre · g1 branco rei | c8 preto torre · g8 preto rei · a7 preto peão · b7 preto bispo · c7 preto torre · e7 preto rainha · h7 preto peão · b6 preto peão · e6 preto peão · f6 preto cavalo · g6 preto peão · d5 preto peão · d4 branco peão · f4 branco peão · b3 branco peão · d3 branco bispo · e3 branco torre · a2 branco peão · b2 branco bispo · d2 branco rainha · g2 branco peão · h2 branco peão · f1 branco torre · g1 branco rei | c8 preto torre · g8 preto rei · a7 preto peão · b7 preto bispo · c7 preto torre · e7 preto rainha · h7 preto peão · b6 preto peão · e6 preto peão · f6 preto cavalo · g6 preto peão · d5 preto peão · d4 branco peão · f4 branco peão · b3 branco peão · d3 branco bispo · e3 branco torre · a2 branco peão · b2 branco bispo · d2 branco rainha · g2 branco peão · h2 branco peão · f1 branco torre · g1 branco rei | c8 preto torre · g8 preto rei · a7 preto peão · b7 preto bispo · c7 preto torre · e7 preto rainha · h7 preto peão · b6 preto peão · e6 preto peão · f6 preto cavalo · g6 preto peão · d5 preto peão · d4 branco peão · f4 branco peão · b3 branco peão · d3 branco bispo · e3 branco torre · a2 branco peão · b2 branco bispo · d2 branco rainha · g2 branco peão · h2 branco peão · f1 branco torre · g1 branco rei | c8 preto torre · g8 preto rei · a7 preto peão · b7 preto bispo · c7 preto torre · e7 preto rainha · h7 preto peão · b6 preto peão · e6 preto peão · f6 preto cavalo · g6 preto peão · d5 preto peão · d4 branco peão · f4 branco peão · b3 branco peão · d3 branco bispo · e3 branco torre · a2 branco peão · b2 branco bispo · d2 branco rainha · g2 branco peão · h2 branco peão · f1 branco torre · g1 branco rei | 6 |
| 5 | c8 preto torre · g8 preto rei · a7 preto peão · b7 preto bispo · c7 preto torre · e7 preto rainha · h7 preto peão · b6 preto peão · e6 preto peão · f6 preto cavalo · g6 preto peão · d5 preto peão · d4 branco peão · f4 branco peão · b3 branco peão · d3 branco bispo · e3 branco torre · a2 branco peão · b2 branco bispo · d2 branco rainha · g2 branco peão · h2 branco peão · f1 branco torre · g1 branco rei | c8 preto torre · g8 preto rei · a7 preto peão · b7 preto bispo · c7 preto torre · e7 preto rainha · h7 preto peão · b6 preto peão · e6 preto peão · f6 preto cavalo · g6 preto peão · d5 preto peão · d4 branco peão · f4 branco peão · b3 branco peão · d3 branco bispo · e3 branco torre · a2 branco peão · b2 branco bispo · d2 branco rainha · g2 branco peão · h2 branco peão · f1 branco torre · g1 branco rei | c8 preto torre · g8 preto rei · a7 preto peão · b7 preto bispo · c7 preto torre · e7 preto rainha · h7 preto peão · b6 preto peão · e6 preto peão · f6 preto cavalo · g6 preto peão · d5 preto peão · d4 branco peão · f4 branco peão · b3 branco peão · d3 branco bispo · e3 branco torre · a2 branco peão · b2 branco bispo · d2 branco rainha · g2 branco peão · h2 branco peão · f1 branco torre · g1 branco rei | c8 preto torre · g8 preto rei · a7 preto peão · b7 preto bispo · c7 preto torre · e7 preto rainha · h7 preto peão · b6 preto peão · e6 preto peão · f6 preto cavalo · g6 preto peão · d5 preto peão · d4 branco peão · f4 branco peão · b3 branco peão · d3 branco bispo · e3 branco torre · a2 branco peão · b2 branco bispo · d2 branco rainha · g2 branco peão · h2 branco peão · f1 branco torre · g1 branco rei | c8 preto torre · g8 preto rei · a7 preto peão · b7 preto bispo · c7 preto torre · e7 preto rainha · h7 preto peão · b6 preto peão · e6 preto peão · f6 preto cavalo · g6 preto peão · d5 preto peão · d4 branco peão · f4 branco peão · b3 branco peão · d3 branco bispo · e3 branco torre · a2 branco peão · b2 branco bispo · d2 branco rainha · g2 branco peão · h2 branco peão · f1 branco torre · g1 branco rei | c8 preto torre · g8 preto rei · a7 preto peão · b7 preto bispo · c7 preto torre · e7 preto rainha · h7 preto peão · b6 preto peão · e6 preto peão · f6 preto cavalo · g6 preto peão · d5 preto peão · d4 branco peão · f4 branco peão · b3 branco peão · d3 branco bispo · e3 branco torre · a2 branco peão · b2 branco bispo · d2 branco rainha · g2 branco peão · h2 branco peão · f1 branco torre · g1 branco rei | c8 preto torre · g8 preto rei · a7 preto peão · b7 preto bispo · c7 preto torre · e7 preto rainha · h7 preto peão · b6 preto peão · e6 preto peão · f6 preto cavalo · g6 preto peão · d5 preto peão · d4 branco peão · f4 branco peão · b3 branco peão · d3 branco bispo · e3 branco torre · a2 branco peão · b2 branco bispo · d2 branco rainha · g2 branco peão · h2 branco peão · f1 branco torre · g1 branco rei | c8 preto torre · g8 preto rei · a7 preto peão · b7 preto bispo · c7 preto torre · e7 preto rainha · h7 preto peão · b6 preto peão · e6 preto peão · f6 preto cavalo · g6 preto peão · d5 preto peão · d4 branco peão · f4 branco peão · b3 branco peão · d3 branco bispo · e3 branco torre · a2 branco peão · b2 branco bispo · d2 branco rainha · g2 branco peão · h2 branco peão · f1 branco torre · g1 branco rei | 5 |
| 4 | c8 preto torre · g8 preto rei · a7 preto peão · b7 preto bispo · c7 preto torre · e7 preto rainha · h7 preto peão · b6 preto peão · e6 preto peão · f6 preto cavalo · g6 preto peão · d5 preto peão · d4 branco peão · f4 branco peão · b3 branco peão · d3 branco bispo · e3 branco torre · a2 branco peão · b2 branco bispo · d2 branco rainha · g2 branco peão · h2 branco peão · f1 branco torre · g1 branco rei | c8 preto torre · g8 preto rei · a7 preto peão · b7 preto bispo · c7 preto torre · e7 preto rainha · h7 preto peão · b6 preto peão · e6 preto peão · f6 preto cavalo · g6 preto peão · d5 preto peão · d4 branco peão · f4 branco peão · b3 branco peão · d3 branco bispo · e3 branco torre · a2 branco peão · b2 branco bispo · d2 branco rainha · g2 branco peão · h2 branco peão · f1 branco torre · g1 branco rei | c8 preto torre · g8 preto rei · a7 preto peão · b7 preto bispo · c7 preto torre · e7 preto rainha · h7 preto peão · b6 preto peão · e6 preto peão · f6 preto cavalo · g6 preto peão · d5 preto peão · d4 branco peão · f4 branco peão · b3 branco peão · d3 branco bispo · e3 branco torre · a2 branco peão · b2 branco bispo · d2 branco rainha · g2 branco peão · h2 branco peão · f1 branco torre · g1 branco rei | c8 preto torre · g8 preto rei · a7 preto peão · b7 preto bispo · c7 preto torre · e7 preto rainha · h7 preto peão · b6 preto peão · e6 preto peão · f6 preto cavalo · g6 preto peão · d5 preto peão · d4 branco peão · f4 branco peão · b3 branco peão · d3 branco bispo · e3 branco torre · a2 branco peão · b2 branco bispo · d2 branco rainha · g2 branco peão · h2 branco peão · f1 branco torre · g1 branco rei | c8 preto torre · g8 preto rei · a7 preto peão · b7 preto bispo · c7 preto torre · e7 preto rainha · h7 preto peão · b6 preto peão · e6 preto peão · f6 preto cavalo · g6 preto peão · d5 preto peão · d4 branco peão · f4 branco peão · b3 branco peão · d3 branco bispo · e3 branco torre · a2 branco peão · b2 branco bispo · d2 branco rainha · g2 branco peão · h2 branco peão · f1 branco torre · g1 branco rei | c8 preto torre · g8 preto rei · a7 preto peão · b7 preto bispo · c7 preto torre · e7 preto rainha · h7 preto peão · b6 preto peão · e6 preto peão · f6 preto cavalo · g6 preto peão · d5 preto peão · d4 branco peão · f4 branco peão · b3 branco peão · d3 branco bispo · e3 branco torre · a2 branco peão · b2 branco bispo · d2 branco rainha · g2 branco peão · h2 branco peão · f1 branco torre · g1 branco rei | c8 preto torre · g8 preto rei · a7 preto peão · b7 preto bispo · c7 preto torre · e7 preto rainha · h7 preto peão · b6 preto peão · e6 preto peão · f6 preto cavalo · g6 preto peão · d5 preto peão · d4 branco peão · f4 branco peão · b3 branco peão · d3 branco bispo · e3 branco torre · a2 branco peão · b2 branco bispo · d2 branco rainha · g2 branco peão · h2 branco peão · f1 branco torre · g1 branco rei | c8 preto torre · g8 preto rei · a7 preto peão · b7 preto bispo · c7 preto torre · e7 preto rainha · h7 preto peão · b6 preto peão · e6 preto peão · f6 preto cavalo · g6 preto peão · d5 preto peão · d4 branco peão · f4 branco peão · b3 branco peão · d3 branco bispo · e3 branco torre · a2 branco peão · b2 branco bispo · d2 branco rainha · g2 branco peão · h2 branco peão · f1 branco torre · g1 branco rei | 4 |
| 3 | c8 preto torre · g8 preto rei · a7 preto peão · b7 preto bispo · c7 preto torre · e7 preto rainha · h7 preto peão · b6 preto peão · e6 preto peão · f6 preto cavalo · g6 preto peão · d5 preto peão · d4 branco peão · f4 branco peão · b3 branco peão · d3 branco bispo · e3 branco torre · a2 branco peão · b2 branco bispo · d2 branco rainha · g2 branco peão · h2 branco peão · f1 branco torre · g1 branco rei | c8 preto torre · g8 preto rei · a7 preto peão · b7 preto bispo · c7 preto torre · e7 preto rainha · h7 preto peão · b6 preto peão · e6 preto peão · f6 preto cavalo · g6 preto peão · d5 preto peão · d4 branco peão · f4 branco peão · b3 branco peão · d3 branco bispo · e3 branco torre · a2 branco peão · b2 branco bispo · d2 branco rainha · g2 branco peão · h2 branco peão · f1 branco torre · g1 branco rei | c8 preto torre · g8 preto rei · a7 preto peão · b7 preto bispo · c7 preto torre · e7 preto rainha · h7 preto peão · b6 preto peão · e6 preto peão · f6 preto cavalo · g6 preto peão · d5 preto peão · d4 branco peão · f4 branco peão · b3 branco peão · d3 branco bispo · e3 branco torre · a2 branco peão · b2 branco bispo · d2 branco rainha · g2 branco peão · h2 branco peão · f1 branco torre · g1 branco rei | c8 preto torre · g8 preto rei · a7 preto peão · b7 preto bispo · c7 preto torre · e7 preto rainha · h7 preto peão · b6 preto peão · e6 preto peão · f6 preto cavalo · g6 preto peão · d5 preto peão · d4 branco peão · f4 branco peão · b3 branco peão · d3 branco bispo · e3 branco torre · a2 branco peão · b2 branco bispo · d2 branco rainha · g2 branco peão · h2 branco peão · f1 branco torre · g1 branco rei | c8 preto torre · g8 preto rei · a7 preto peão · b7 preto bispo · c7 preto torre · e7 preto rainha · h7 preto peão · b6 preto peão · e6 preto peão · f6 preto cavalo · g6 preto peão · d5 preto peão · d4 branco peão · f4 branco peão · b3 branco peão · d3 branco bispo · e3 branco torre · a2 branco peão · b2 branco bispo · d2 branco rainha · g2 branco peão · h2 branco peão · f1 branco torre · g1 branco rei | c8 preto torre · g8 preto rei · a7 preto peão · b7 preto bispo · c7 preto torre · e7 preto rainha · h7 preto peão · b6 preto peão · e6 preto peão · f6 preto cavalo · g6 preto peão · d5 preto peão · d4 branco peão · f4 branco peão · b3 branco peão · d3 branco bispo · e3 branco torre · a2 branco peão · b2 branco bispo · d2 branco rainha · g2 branco peão · h2 branco peão · f1 branco torre · g1 branco rei | c8 preto torre · g8 preto rei · a7 preto peão · b7 preto bispo · c7 preto torre · e7 preto rainha · h7 preto peão · b6 preto peão · e6 preto peão · f6 preto cavalo · g6 preto peão · d5 preto peão · d4 branco peão · f4 branco peão · b3 branco peão · d3 branco bispo · e3 branco torre · a2 branco peão · b2 branco bispo · d2 branco rainha · g2 branco peão · h2 branco peão · f1 branco torre · g1 branco rei | c8 preto torre · g8 preto rei · a7 preto peão · b7 preto bispo · c7 preto torre · e7 preto rainha · h7 preto peão · b6 preto peão · e6 preto peão · f6 preto cavalo · g6 preto peão · d5 preto peão · d4 branco peão · f4 branco peão · b3 branco peão · d3 branco bispo · e3 branco torre · a2 branco peão · b2 branco bispo · d2 branco rainha · g2 branco peão · h2 branco peão · f1 branco torre · g1 branco rei | 3 |
| 2 | c8 preto torre · g8 preto rei · a7 preto peão · b7 preto bispo · c7 preto torre · e7 preto rainha · h7 preto peão · b6 preto peão · e6 preto peão · f6 preto cavalo · g6 preto peão · d5 preto peão · d4 branco peão · f4 branco peão · b3 branco peão · d3 branco bispo · e3 branco torre · a2 branco peão · b2 branco bispo · d2 branco rainha · g2 branco peão · h2 branco peão · f1 branco torre · g1 branco rei | c8 preto torre · g8 preto rei · a7 preto peão · b7 preto bispo · c7 preto torre · e7 preto rainha · h7 preto peão · b6 preto peão · e6 preto peão · f6 preto cavalo · g6 preto peão · d5 preto peão · d4 branco peão · f4 branco peão · b3 branco peão · d3 branco bispo · e3 branco torre · a2 branco peão · b2 branco bispo · d2 branco rainha · g2 branco peão · h2 branco peão · f1 branco torre · g1 branco rei | c8 preto torre · g8 preto rei · a7 preto peão · b7 preto bispo · c7 preto torre · e7 preto rainha · h7 preto peão · b6 preto peão · e6 preto peão · f6 preto cavalo · g6 preto peão · d5 preto peão · d4 branco peão · f4 branco peão · b3 branco peão · d3 branco bispo · e3 branco torre · a2 branco peão · b2 branco bispo · d2 branco rainha · g2 branco peão · h2 branco peão · f1 branco torre · g1 branco rei | c8 preto torre · g8 preto rei · a7 preto peão · b7 preto bispo · c7 preto torre · e7 preto rainha · h7 preto peão · b6 preto peão · e6 preto peão · f6 preto cavalo · g6 preto peão · d5 preto peão · d4 branco peão · f4 branco peão · b3 branco peão · d3 branco bispo · e3 branco torre · a2 branco peão · b2 branco bispo · d2 branco rainha · g2 branco peão · h2 branco peão · f1 branco torre · g1 branco rei | c8 preto torre · g8 preto rei · a7 preto peão · b7 preto bispo · c7 preto torre · e7 preto rainha · h7 preto peão · b6 preto peão · e6 preto peão · f6 preto cavalo · g6 preto peão · d5 preto peão · d4 branco peão · f4 branco peão · b3 branco peão · d3 branco bispo · e3 branco torre · a2 branco peão · b2 branco bispo · d2 branco rainha · g2 branco peão · h2 branco peão · f1 branco torre · g1 branco rei | c8 preto torre · g8 preto rei · a7 preto peão · b7 preto bispo · c7 preto torre · e7 preto rainha · h7 preto peão · b6 preto peão · e6 preto peão · f6 preto cavalo · g6 preto peão · d5 preto peão · d4 branco peão · f4 branco peão · b3 branco peão · d3 branco bispo · e3 branco torre · a2 branco peão · b2 branco bispo · d2 branco rainha · g2 branco peão · h2 branco peão · f1 branco torre · g1 branco rei | c8 preto torre · g8 preto rei · a7 preto peão · b7 preto bispo · c7 preto torre · e7 preto rainha · h7 preto peão · b6 preto peão · e6 preto peão · f6 preto cavalo · g6 preto peão · d5 preto peão · d4 branco peão · f4 branco peão · b3 branco peão · d3 branco bispo · e3 branco torre · a2 branco peão · b2 branco bispo · d2 branco rainha · g2 branco peão · h2 branco peão · f1 branco torre · g1 branco rei | c8 preto torre · g8 preto rei · a7 preto peão · b7 preto bispo · c7 preto torre · e7 preto rainha · h7 preto peão · b6 preto peão · e6 preto peão · f6 preto cavalo · g6 preto peão · d5 preto peão · d4 branco peão · f4 branco peão · b3 branco peão · d3 branco bispo · e3 branco torre · a2 branco peão · b2 branco bispo · d2 branco rainha · g2 branco peão · h2 branco peão · f1 branco torre · g1 branco rei | 2 |
| 1 | c8 preto torre · g8 preto rei · a7 preto peão · b7 preto bispo · c7 preto torre · e7 preto rainha · h7 preto peão · b6 preto peão · e6 preto peão · f6 preto cavalo · g6 preto peão · d5 preto peão · d4 branco peão · f4 branco peão · b3 branco peão · d3 branco bispo · e3 branco torre · a2 branco peão · b2 branco bispo · d2 branco rainha · g2 branco peão · h2 branco peão · f1 branco torre · g1 branco rei | c8 preto torre · g8 preto rei · a7 preto peão · b7 preto bispo · c7 preto torre · e7 preto rainha · h7 preto peão · b6 preto peão · e6 preto peão · f6 preto cavalo · g6 preto peão · d5 preto peão · d4 branco peão · f4 branco peão · b3 branco peão · d3 branco bispo · e3 branco torre · a2 branco peão · b2 branco bispo · d2 branco rainha · g2 branco peão · h2 branco peão · f1 branco torre · g1 branco rei | c8 preto torre · g8 preto rei · a7 preto peão · b7 preto bispo · c7 preto torre · e7 preto rainha · h7 preto peão · b6 preto peão · e6 preto peão · f6 preto cavalo · g6 preto peão · d5 preto peão · d4 branco peão · f4 branco peão · b3 branco peão · d3 branco bispo · e3 branco torre · a2 branco peão · b2 branco bispo · d2 branco rainha · g2 branco peão · h2 branco peão · f1 branco torre · g1 branco rei | c8 preto torre · g8 preto rei · a7 preto peão · b7 preto bispo · c7 preto torre · e7 preto rainha · h7 preto peão · b6 preto peão · e6 preto peão · f6 preto cavalo · g6 preto peão · d5 preto peão · d4 branco peão · f4 branco peão · b3 branco peão · d3 branco bispo · e3 branco torre · a2 branco peão · b2 branco bispo · d2 branco rainha · g2 branco peão · h2 branco peão · f1 branco torre · g1 branco rei | c8 preto torre · g8 preto rei · a7 preto peão · b7 preto bispo · c7 preto torre · e7 preto rainha · h7 preto peão · b6 preto peão · e6 preto peão · f6 preto cavalo · g6 preto peão · d5 preto peão · d4 branco peão · f4 branco peão · b3 branco peão · d3 branco bispo · e3 branco torre · a2 branco peão · b2 branco bispo · d2 branco rainha · g2 branco peão · h2 branco peão · f1 branco torre · g1 branco rei | c8 preto torre · g8 preto rei · a7 preto peão · b7 preto bispo · c7 preto torre · e7 preto rainha · h7 preto peão · b6 preto peão · e6 preto peão · f6 preto cavalo · g6 preto peão · d5 preto peão · d4 branco peão · f4 branco peão · b3 branco peão · d3 branco bispo · e3 branco torre · a2 branco peão · b2 branco bispo · d2 branco rainha · g2 branco peão · h2 branco peão · f1 branco torre · g1 branco rei | c8 preto torre · g8 preto rei · a7 preto peão · b7 preto bispo · c7 preto torre · e7 preto rainha · h7 preto peão · b6 preto peão · e6 preto peão · f6 preto cavalo · g6 preto peão · d5 preto peão · d4 branco peão · f4 branco peão · b3 branco peão · d3 branco bispo · e3 branco torre · a2 branco peão · b2 branco bispo · d2 branco rainha · g2 branco peão · h2 branco peão · f1 branco torre · g1 branco rei | c8 preto torre · g8 preto rei · a7 preto peão · b7 preto bispo · c7 preto torre · e7 preto rainha · h7 preto peão · b6 preto peão · e6 preto peão · f6 preto cavalo · g6 preto peão · d5 preto peão · d4 branco peão · f4 branco peão · b3 branco peão · d3 branco bispo · e3 branco torre · a2 branco peão · b2 branco bispo · d2 branco rainha · g2 branco peão · h2 branco peão · f1 branco torre · g1 branco rei | 1 |
|   | a | b | c | d | e | f | g | h |   |

A partida prosseguiu:
23.f5 Ce4 
24.Bxе4 dxe4 
25.fxg6! Tс2 
26.gxh7+ Rh8 
27.d5+ e5
28.Db4!! T8c5
Não é possível capturar a dama: 28. ... Dxb4 29.Bxe5+ Rxh7 30.Th3+ Rg6 31.Tf6+ Rg5 32.Tg3+ Rh5 33.Tf5+ Rh6 34.Bf4+ Rh7 35.Th5#
29.Tf8+! Rxh7
Também não é possível capturar a torre: 29. ... Dxf8 30.Bxe5+ Rxh7 31.Dxe4+ Rh6 32.Th3+ Rg5 33.Tg3+ Rh5 34.Dg6+
30.Dxe4+ Rg7 31.Bxe5+ Rxf8 32.Bg7+! Rg8 33.Dxe7 (1-0)
As brancas sacrificam Dama e Torre e abrem caminho para a caça ao Rei das negras.

## Principais resultados em torneios[2]
| Data | Local        | Colocação | Observações                                                                                               |
| ---- | ------------ | --------- | --- |
| 1862 | Londres      | 6         | |
| 1868 | Aachen       | 2-3       | |
| 1869 | Barmen       | 2-4       | |
| 1869 | Hamburgo     | 3-5       | |
| 1872 | Londres 1872 | 3         | Vencido por Wilhelm Steinitz, com Joseph Henry Blackburne em segundo e Cecil Valentine De Vere em quarto. |
| 1877 | Leipzig      | 2-3       | |
| 1877 | Colônia      | 1         | |
| 1878 | Paris 1878   | 1         | Vencido por Szymon Winawer, com Joseph Henry Blackburne em terceiro e George Henry Mackenzie em quarto.   |
| 1881 | Berlim       | 2         | Atrás de Joseph Henry Blackburne                                                                          |
| 1882 | Viena        | 4-5       | |
| 1883 | Londres 1883 | 1         | Com Wilhelm Steinitz em segundo, Joseph Henry Blackburne em terceiro e Mikhail Chigorin em quarto.        |
| 1886 | Nottingham   | 3-4       | |
| 1886 | Londres      | 7-8       | |
| 1887 | Frankfurt    | 14-16     | |
| 1887 | Londres      | 4         | |